# Erebia satoryi
Erebia satoryi är en fjärilsart som beskrevs av Helmuth Zelesny 1915. Erebia satoryi ingår i släktet Erebia och familjen praktfjärilar. Inga underarter finns listade i Catalogue of Life.